# Tichi Lobos
Patricia Lobos, más conocida como Tichi Lobos, es una actriz chilena de cine, teatro y televisión.

## Biografía
Patricia obtuvo en 1987 el título de Actriz Teatral y Licenciada en Artes, mención Teatro, y ha realizado su carrera en televisión, cine y teatro.
En televisión, participó en teleseries como Marta a las Ocho (1985); La villa (1986) y A la sombra del ángel; y en las series Teresa de los Andes, La Quintrala y Brigada Escorpión.
En cine, ha participado en los largometrajes Historias de fútbol (1996) y El desquite (1998), de Andrés Wood, y Mi famosa desconocida (1998).
En teatro, ha actuado en los montajes de El enfermo imaginario (1985); Las brujas de Salem (1989); ¿Quién le tiene miedo al lobo? (1991); La madre muerta (1994); ¿Quién dijo que los hombres no sirven para nada? (1997-1998), Quien con niños se acuesta... (1999), Él cuando quiere... ellas cuando pueden (2005), etc.
En 1985 obtuvo el Premio APES a la Mejor Actriz Promisoria en el área de teatro, y en 1997 recibió el reconocimiento como Mejor Actriz Teatral por la obra ¿Quién dijo que los hombres no sirven para nada?
El 2001 fue nominada al Premio Altazor por Venecia. Ese mismo año participó en el elenco de Boeing Boing (2001). El año 2002 formó parte del elenco de las obras de teatro Sor María Ignacio lo explica todo para usted y Brujas; y dentro del cine apareció en Ciudad de maravillas (cortometraje), Fragmentos urbanos y Tres noches de un sábado.

## Filmografía

### Películas
- Historias de fútbol (1997)
- El hombre que imaginaba (1998) como Ana
- El desquite (1999) como Inés
- Mi famosa desconocida (2000) como ¿?
- Tres noches de un sábado (2002)
- El aspado (2004) como Aurora
- Turistas (2009) como Adelaida

### Telenovelas
| Teleseries | Teleseries            | Teleseries             | Teleseries |
| Año        | Teleserie             | Rol                    | Canal      |
| ---------- | --------------------- | ---------------------- | ---------- |
| 1982       | De cara al mañana     | Carmen Montero         | TVN        |
| 1985       | Marta a las Ocho      | Marcelita Prado        | TVN        |
| 1986       | La villa              | Francisca Donoso       | TVN        |
| 1989       | A la sombra del ángel | Lucy Vidal Torreblanca | TVN        |
| 2007       | Papi Ricky            | Solange Yáñez          | Canal 13   |
| 2012       | Pobre rico            | Jossie Valdés          | TVN        |
| 2013       | Soltera otra vez      | Tía Ernestina          | Canal 13   |

### Series
- La Quintrala (TVN, 1987) como Brianda Álvarez de Pimentel y Reyes.
- Sor Teresa de los Andes (TVN, 1989) como Clarita Correa.
- Brigada Escorpión (TVN, 1998) como Ronco.
- EsCool (Mega, 2005) como Antonieta "Toña" Soto.
- Ana y los siete (Chilevisión, 2008) como Gladys Peñafiel.
- Ala Chilena (TVN, 2011) como Angie Guevara.

## Programas de televisión
- Oveja negra (TVN, 2001) - Varios personajes.
- Por fin es lunes (Canal 13, 2002) - Varios personajes
- Noche de juegos (TVN, 2002-2003) - Varios personajes.
- Ríete punto con
- El cuento del tío (TVN, 2004) - actriz
- De pe a pa (TVN, 2004) - Varios personajes.
- Teatro en Chilevisión (Chilevisión, 2008) - actriz
- El día menos pensado (TVN, 2010)- como Patricia actriz protagonista en "El vaso de leche"